# Migdolus brachypterus
Migdolus brachypterus is een keversoort uit de familie Vesperidae. De wetenschappelijke naam van de soort werd voor het eerst geldig gepubliceerd in 1972 door Lane.